# Urs Gasche

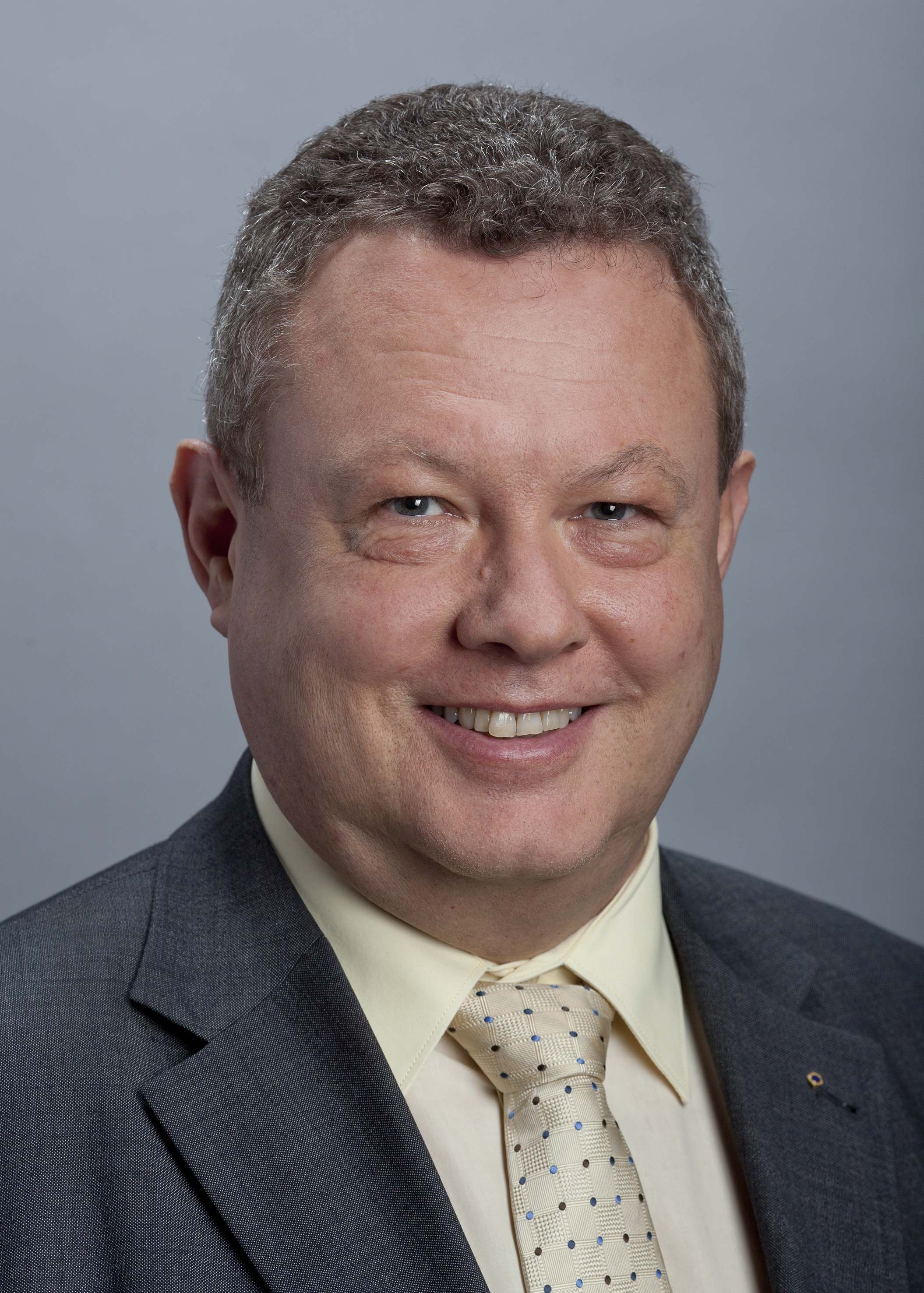
Urs Gasche

Urs Gasche (* 15. März 1955 in Bern; heimatberechtigt in Derendingen und Oekingen) ist ein Schweizer Politiker (BDP, bis 2008 SVP).

## Leben
Urs Gasche besuchte die Schulen in Uettligen und Bern und absolvierte ein Studium der Rechtswissenschaft an der Universität Bern. Er erlangte das Fürsprecherpatent und war zwischen 1982 und 1988 Kreisjurist und Abteilungsvorsteher beim Raumplanungsamt des Kantons Bern. Danach arbeitete er als Angestellter und ab 1992 als Partner bei einem Anwaltsbüro in Bern.
1990 wurde er in den Gemeinderat von Fraubrunnen gewählt, den er von 1994 bis 2001 präsidierte.
Am 10. Juni 2001 wurde er in den Berner Regierungsrat gewählt, wo er die Finanzdirektion übernahm. 2003/2004 und 2007/2008 amtete er als Regierungspräsident. 2008 war er eines der Gründungsmitglieder der BDP des Kantons Bern. Im August 2009 gab Gasche bekannt, dass er auf Ende der Amtsperiode aufhört und sich somit nicht mehr der Wahl am 28. März 2010 stellt. Seit dem 1. Juni 2010 ist Urs Gasche Präsident des Verwaltungsrats der BKW, dem er als Vertreter des Regierungsrats bereits seit 2002 angehörte. 2021 trat er zurück. Von Juni 2010 bis März 2011 war er Präsident der BDP des Kantons Bern.
Seit 2014 präsidierte Gasche die Stiftung Schloss Jegenstorf, seit 2025 ist Hans Mätzener neuer Präsident.
Bei den Parlamentswahlen vom 18. Oktober 2015 wurde er wieder in den Nationalrat gewählt. Nach der Sommersession 2017 trat er zurück; für ihn rückte Heinz Siegenthaler nach.

## Privates
Gasche ist verheiratet und hat vier Kinder.